# Linga
Das Linga oder Lingam (n., Sanskrit लिङ्ग liṅga, wörtlich ‚Zeichen‘, ‚Symbol‘, ‚Ursprung‘) ist das zumeist anikonische, also nicht bildhafte Symbol der Hindu-Gottheit Shiva. Hindus sehen im Lingam nicht nur die schöpferische, sondern ebenso die erhaltende und zerstörende Kraft Shivas.

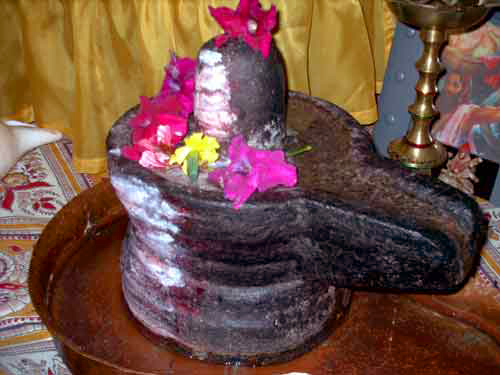
Shiva-Linga mit Yoni

## Ursprung und Bedeutung

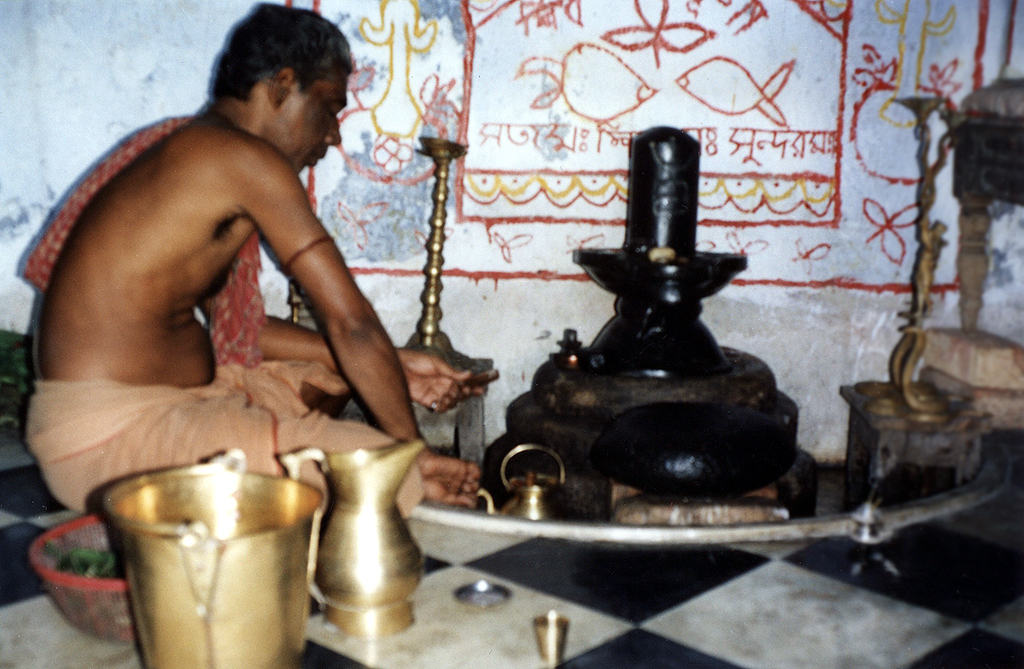
Brahmane bei der Shivapuja

Nach einer Legende zum Ursprung des Lingam entbrannte unter den Hindu-Hauptgöttern heftiger Streit um die Frage, wer von ihnen der Höchste sei; da erschien eine riesige Feuersäule am Himmel. Brahma flog in Gestalt einer Wildgans in die Luft, um das obere Ende auszumachen, Vishnu tauchte mit gleicher Absicht in Ebergestalt in die Tiefen des Meeres hinab; beide erreichten jedoch ihr Ziel nicht. Da nahm die Säule plötzlich Gestalt an und öffnete sich: In ihr erschien Shiva und alle Götter huldigten ihm als höchstem Gott.
Die Wissenschaft assoziiert das Shiva-Lingam gewöhnlich mit der männlichen Schöpferkraft Shivas und interpretiert es als Symbol des Phallus; im westlichen Neotantra wird der Begriff sogar synonym zu „Penis“ gebraucht. Allerdings ist unter Religionswissenschaftlern umstritten, ob hier nicht eher die Symbolik eines vor-hinduistischen Steinkultes hineinwirkt, das Lingam also nicht in erster Linie ein Phallus, sondern eben ein Stein ist.
Zwar steht in einigen tantrischen Richtungen des Hinduismus die Elternschaft des Göttlichen, die damit verbundene Schöpferkraft und so auch Sexualität an zentraler Stelle. Shivaitische Schriften betonen allerdings die Formlosigkeit des Göttlichen und daher wird Shiva von seinen Gläubigen selten in anthropomorpher Form, sondern hauptsächlich in seinem Emblem, so die wörtliche Übersetzung für Lingam, verehrt.

## Formen

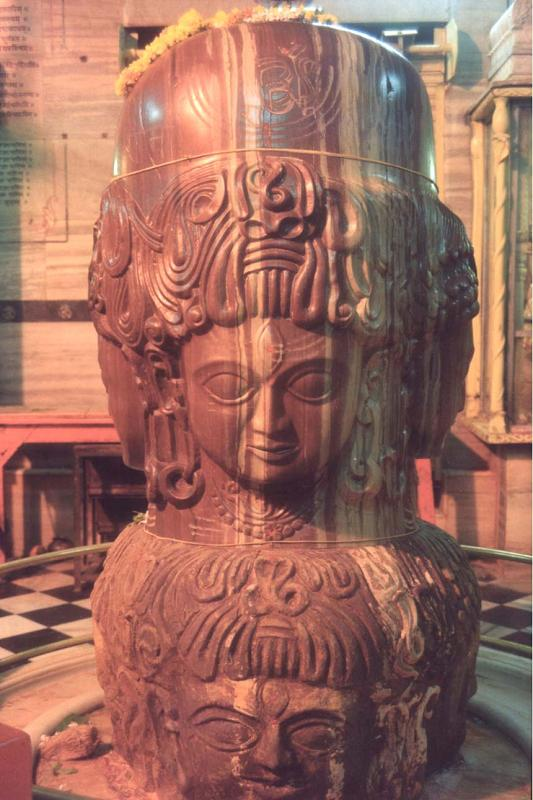
Achtgesichtiges Lingam des Pashupati in Mandsaur

Lingams können verschieden groß sein; historische, aber auch neuzeitliche Lingams sind meist aus schwarzem oder dunklem Dolerit-Gestein gefertigt und nahezu immer monolithisch. Es gibt das zylindrische oder säulenartige Swayambhu Lingam (alleinstehend, „selbstseiend“) und das dreiteilige Lingam mit einer Art Sockel. In Tempeln findet man meist das dreiteilige, eine Kombination von Lingam und der Yoni, die den oberen Teil des Sockels bildet. Die Yoni wird oft als weibliches Prinzip des Göttlichen verstanden und, als Gegenstück zum phallusartigen Lingam, als weibliches Geschlecht interpretiert. Wie für alle Symbolik im Hinduismus gilt auch hier, dass keine Erklärung für alle Gläubigen gleichermaßen gültig ist. Mit dieser Frage setzen sich die verschiedenen heiligen Schriften auseinander, die Puranas ebenso wie Schriften der tantrischen Philosophie.
Eine weitere Einteilung unterscheidet zwischen Acala-Lingams, die fest auf einem Platz stehen und den mobilen Cala-Lingams. Letztere können im Haustempel stehen oder sogar – kurzfristig hergestellt, etwa aus Sand oder Ton – nach dem Ritus wieder zerstört werden. Acala-Lingams aus Stein, die man im Tempel installiert, bestehen aus drei Teilen: Das obere, zylindrisch geformte Drittel ist Rudra-Bhaga und diesem Teil gilt die Verehrung. Der Rudra-Bhaga steht für Shiva in seinem zerstörerischen Aspekt. Der mittlere, manchmal achteckige Teil, Vishnu-Bhaga, repräsentiert das erhaltende Prinzip, wogegen der viereckige untere, Brahma-Bhaga, die schöpferische Kraft darstellt. Die beiden unteren Teile bilden den Sockel.
Nach archäologischen Funden wurde eine unbekannte Gottheit (vielleicht Rudra oder eine andere Vorform von Shiva) bereits in vorvedischer Zeit in seiner anikonischen Form als Lingam verehrt. Später dann kommen die Form des naturalistischen Kultbildes (Phallus mit angedeuteter Eichel) und die eingesichtigen Lingams (mit angesetztem Kopf) vor (z. B. in Bhumara). Sehr selten sind mehrgesichtige Lingams (z. B. im Chaumukhnath-Tempel in Nachna oder im Pashupathinath-Tempel in Mandsaur). Ungewöhnlich und äußerst selten sind Lingam-Reliefs (z. B. in Kalinjar).

## Verehrung

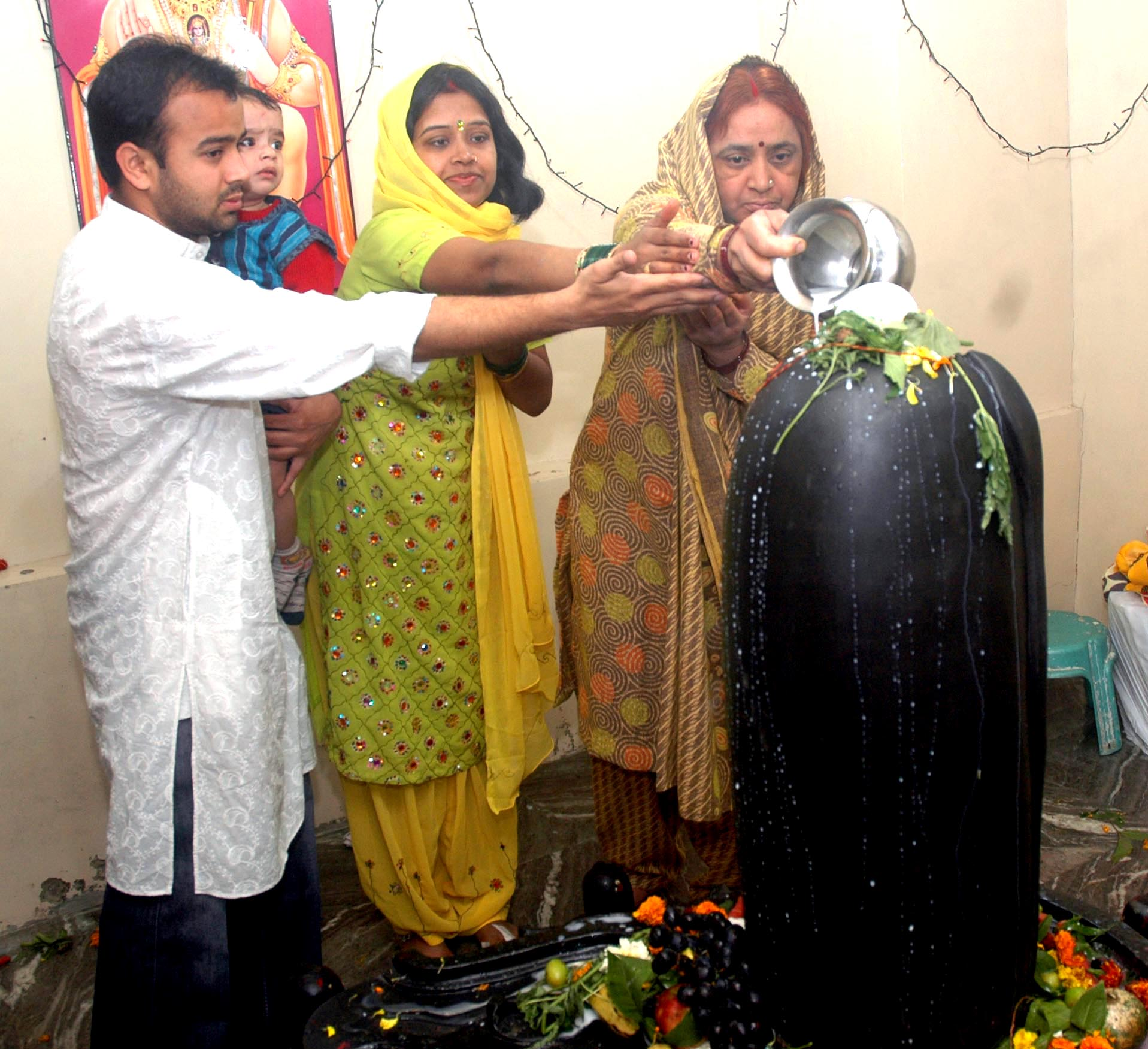
Verehrung eines Lingams in einem Tempel mit Milch, Blumen und Bhel-Blättern als Opfergaben

Im Ritus werden rituell reine Substanzen wie Ghee, Sandelholzöl, Milch oder Wasser über das Lingam gegossen und über das Sammelbecken der Yoni in eine Schale bzw. nach außen geleitet. Diese Substanzen sind Prasad, d. h. „göttliche“ Nahrung; sie wird an die Gläubigen zu deren Speisung und Segnung verteilt. 

## Kultstätten
Unterschiedlichen Volksüberlieferungen zufolge gibt es in Indien etwa sieben bis zwölf wichtige Naturheiligtümer, in denen jeweils ein von der Natur geformtes Lingam steht, wie etwa in einer Höhle in Amarnath im Himalaya, wo sich in bestimmten Zyklen eine Eissäule bildet und wieder verschwindet. Diese Plätze sind populäre Wallfahrtszentren. Die heiligsten Plätze der Shivaiten, die Jyotirlingas, sind über ganz Indien verstreut. Aber an vielen Plätzen des Landes werden auch andere Lingams oder deren Bruchstücke verehrt (z. B. in Murudeshwara).

## Große Lingams
Das größte (erhaltene) Shiva-Lingam mit einer Höhe von etwa 5,50 m und einem Durchmesser von etwa 2,30 m befindet sich im Bhojeshvara-Tempel in Bhojpur (Madhya Pradesh). Das Lingam im Matangeshvara-Tempel im Tempelbezirk von Khajuraho misst bei einem Durchmesser von etwa einem Meter etwa 2,53 m Höhe. Obwohl heute in vielen Städten Indiens große Shiva-Statuen errichtet werden, gibt es auch einige wenige gemauerte Lingams (z. B. in Ratlam).

## Zitat
Interessant ist, wie die ersten protestantischen Missionare aus Deutschland das Lingam in Indien wahrnahmen und den Daheimgebliebenen beschrieben. In den Halleschen Berichten aus Tranquebar äußerte man sich 1714 wie folgt:

„Lingum ist unter ihnen eine Figur, die das membrum virile und faemininum praesentiret, so sie (welches schändlich) als etwas göttliches verehren. Denn solches Lingum stehet in dem allerinnersten Gemache der Pagoden von steinen ausgehauen, welches die Bramanen täglich mit Opfern und vielen Anbetungs-Ceremonien verehren. Nachmals stehet solches Lingum auch öffters in freyen Oertern oder Häyen; welches auch aus Quadrat Steinen gehauen ist. Einige aber haben solches gantz klein aus Stein oder Crystall gemacht, und tragen solches stets um sich, entweder in Haaren auf dem Kopfe, oder am Halse in ein Tüchlein eingehült.“